# انتهت المدرسة (أغنية)

انتهت المدرسة (بالإنجليزية: School's Out) أغنية سجلها فريق الروك الأمريكي أليس كوبر، وصدرت ضمن الألبوم الخامس للفريق الذي يحمل نفس العنوان. صدرت أيضاً كأغنية منفردة في 26 أبريل 1972، وقد اعتبرت الأغنية المميزة للفريق وصعدت إلى المركز السابع على قائمة هوت بيلبورد 100.  

## خلفية الأغنية
قال كوبر إن مصدر إلالهام لكتابة الأغنية، هو الإجابة على السؤال: "ما هي أعظم ثلاث دقائق في حياتك؟"، قال كوبر: "هناك اثنتين خلال العام. واحدة في صباح عيد الميلاد، في لحظات استعدادك لفتح الهدايا، عامل الجشع موجود، والمرة التالية هي آخر ثلاث دقائق من آخر يوم في المدرسة، وأنت جالس بالمدرسة، وكأن هناك فتيل يحترق ببطء لينفجر، قلت: "إذا تمكنا من التقاط تلك الدقائق الثلاث في أغنية، فسيكون شيئاً كبيراً جدًا".
تشير كلمات الأغاني إلى أن العام الدراسي لم ينته فقط في العطلة الصيفية، بل انتهى إلى الأبد، وأن المدرسة نفسها قد تم تفجيرها حرفيًا، كما تتضمن قافية الطفولة، «لا أقلام رصاص، لا كتب بعد الآن، لا مزيد من مظاهر المعلمين القذرة» في كلماتها، كما استعان ببعض الأطفال للمساهمة ببعض الغناء. تقول الكلمات «وليس لدينا براءة» كثيرًا ما يتم تغييرها اثناء الغناء على المسرح، واستبدالها بالكلمات «وليس لدينا آداب». تنتهي الأغنية بشكل مناسب بصوت جرس المدرسة الذي يتلاشى.
شهدت العروض اللاحقة قيام أليس كوبر بدمج أجزاء من المقطع الأول من «طوبة أخرى في الجدار، الجزء 2»، وهي أغنية لبينك فلويد (أيضًا عن المدرسة).

## صدور الأغنية واستقبالها
كانت أول أغنية ناجحة لأليس كوبر حيث صعدت إلى المركز السابع على قائمة هوت بيلبورد 100 للأغاني الفردية، ودفعت بالألبوم للمركز الثاني على قائمة بيلبورد 200 ألبومات البوب. صنفتها مجلة بيلبورد على أنها الأغنية رقم 75 لعام 1972، وفي كندا صعدت الأغنية إلى المركز الثالث على قائمة الأغاني الفردية. صعد الألبوم للمركز الأول في المملكة المتحدة على قائمة أفضل الألبومات، ثم احتلت «انتهت المدرسة» المركز الأول على قائمة أفضل الأغاني الفردية، واستقرت على قمة القائمة لثلاث أسابيع في أغسطس 1972. كما أنها كانت المرة الأولى التي يُنظر فيها إلى أليس كوبر على أنها أكثر من مجرد عرض مسرحي مثير.
كانت المدارس مغلقة بالفعل وقت صدور الأغنية، ومنذ ذلك الحين أصبحت الأغنية نشيدًا لعطلة الصيف. قال كوبر في مقابلة عام 2008: «عندما اصدرنا «انتهت المدرسة» علمت أننا قد عزفنا للتو النشيد الوطني... لقد أصبحت فرانسيس سكوت كي في اليوم الأخير من الدراسة» (فرانسيس سكوت كي هي سلسلة مدارس أمريكية).
احتلت الأغنية المرتبة رقم 326 في قائمة رولينج ستون لأعظم 500 أغنية في كل العصور، وفي عام 2009، تم تسميتها كأفضل أغنية هارد روك في المركز 35 على قائمة "في اتش 1"، وظهرت الأغنية في البرنامج التلفزيوني أمريكان أيدول في عام 2010، كما صنفتها صحيفة الجارديان في المرتبة الثالثة على قائمتها "أفضل 20 جلام روك" في كل العصور. أطلق عليها إيان تشابمان في صحيفة بيتسبرغ بوست جازيت Pittsburgh Post-Gazette في عام 2018، اسم "نشيد موسيقى الجلام روك". أطلق نيك تاليفسكي علي الأغنية عنوان "نشيد موسيقى الهارد روك" في كتابه "نعي الصخرة: طرق باب الجنة"Rock Obituaries: Knocking On Heaven's Door. صنفت الإندبندنت الأغنية في المرتبة العاشرة في قائمة غولد داست: أفضل 10 أغاني فردية في الجلام روك".

## طاقم العزف والتسجيل
أليس كوبر: غناء رئيسي.
جلين بوكستون: جيتار رئيسي.
مايكل بروس: جيتار رئيسي، ولوحات المفاتيح (كيبورد)، ودعم غناء.
دينيس دوناواي: جيتار باس، ودعم غناء.
نيل سميث: طبول، ودعم غناء.
(أليس كوبر هو اسم الفريق، ومغني الفريق والشخصية الرئيسية في عروضهم المسرحية هو «فينس فورنير»، ومع نجاح الأغنية وارتفاع شأن الفريق أخذ فورنير أسم الفريق وأصبح يطلقه على نفسه).

## كلمات الأغنية
حسنًا، ليس لدينا خيار Well, we got no choice
كل الفتيات والفتيان All the girls and boys
يصدروا كل تلك الضوضاء Makin' all that noise
لأنهم وجدوا ألعابًا جديدة Cause they found new toys
حسنًا، لا يمكننا أن نحييك Well, we can't salute ya
لا يمكن العثور على راية Can't find a flag
إذا كان هذا لا يناسبك، فهذا عائق If that don't suit ya, that's a drag
المدرسة انتهت في الصيف School's out for summer
المدرسة انتهت إلى الأبد School's out forever
المدرسة تحطمت إلى أشلاء School's been blown to pieces
لا مزيد من أقلام الرصاص No more pencils
لا مزيد من الكتب No more books
لا مزيد من أشكال المعلم القذرة No more teacher's dirty looks
حسنًا، ليس لدينا فصل دراسي Well, we got no class
وليس لدينا مبادئ And we got no principles
وليس لدينا براءة And we got no innocence
لا يمكننا حتى التفكير We can't even think
في كلمة مناسبة Of a word that rhymes
المدرسة انتهت في الصيف School's out for summer
المدرسة انتهت إلى الأبد School's out forever
لقد تفجرت مدرستي إلى أشلاء My school's been blown to pieces
لا مزيد من أقلام الرصاص No more pencils
لا مزيد من الكتب No more books
لا مزيد من مظاهر المعلمين القذرة No more teacher's dirty looks
انتهت لفصل الصيف Out for summer
انتهت حتى الخريف Out 'til fall
قد لا نعود على الإطلاق We might not come back at all
المدرسة انتهت إلى الأبد School's out forever
المدرسة انتهت للصيف School's out for summer
المدرسة انتهت بحمى School's out with fever
المدرسة انتهت تماما School's out completely

## وصلات خارجية
https://alicecooper.com/music/schools-out/ انتهت المدرسة (أغنية)
https://www.songfacts.com/facts/alice-cooper/schools-out انتهت المدرسة (أغنية)
https://www.youtube.com/watch?v=mBqiC5ox8Bw انتهت المدرسة (أغنية)